# Rinat Bilaletdinow
Rinat Bilaletdinow (ur. 17 sierpnia 1957) – rosyjski piłkarz i trener piłkarski pochodzenia tatarskiego.

## Życiorys
Jako piłkarz grał w klubach: Spartak Kostroma, Lokomotiw Moskwa, Szynnik Jarosław i FK Oriechowo.
Ojciec D. Bilaletdinowa, również piłkarza.
Jako trener w 2007 roku tymczasowo prowadził w dwóch meczach Lokomotiw Moskwa. W styczniu 2014 objął drużynę Rubina Kazań, zastępując Gurbana Berdiýewa, choć formalnie objął stanowisko głównego trenera dopiero rok później. Jesienią 2015 klub zerwał kontrakt z Bilaletdinowem.
Na początku 2018 roku został trenerem SKA-Chabarowsk, jednak nie zdołał utrzymać drużyny w Priemjer-Lidze i odszedł z klubu za porozumieniem stron.